# Li Ao (uczony)
Li Ao (zm. 844) – uczony z czasów dynastii Tang, wraz z Han Yu uważany za prekursora neokonfucjanizmu. 
Był znawcą pism buddyjskich, szczególnie pochodzących ze szkoły chan. Zajmował się w swoich rozważaniach problematyką związaną z naturą ludzką. Uważał, że uczucia stanowią nieodłączną jej część i w znaczący sposób na nią wpływają. Mimo wyraźnych inspiracji doktryną buddyjską, sądził, że religia ta – podobnie jak taoizm – pozbawiona jest wartości, należy natomiast wrócić do lektury tekstów konfucjańskich (zwłaszcza Wielkiej Nauki i Doktryny Środka), w poszukiwaniu zagubionej w ciągu wieków prawdziwej myśli Konfucjusza. Swoje poglądy wyłożył najpełniej w dziele O przywróceniu natury (復性書, Fuxing shu).